# Hughes (Arkansas)
Hughes – miasto w Stanach Zjednoczonych, w stanie Arkansas, w hrabstwie St. Francis.